# Claypool (Indiana)
Claypool – miasto w Stanach Zjednoczonych, w stanie Indiana, w hrabstwie Kosciusko.